# Mellan-Grevie landskommun
Mellan-Grevie landskommun var en tidigare kommun i dåvarande Malmöhus län.

## Administrativ historik
Kommunen bildades i Mellan-Grevie socken i Oxie härad i Skåne när 1862 års kommunalförordningar trädde i kraft.
Vid kommunreformen 1952 uppgick kommunen i Månstorps landskommun som upplöstes 1974 då denna del uppgick i Vellinge kommun.